# Афанасьев, Василий Иванович (медик)
Василий Иванович Афанасьев (1849—1903) — русский медик, патологоанатом, доктор медицины.

## Биография
Родился в Орловской губернии 2 (14) февраля 1849 года, в купеческой семье — брат Евгения Ивановича Афанасьева.
В 1868 году окончил Орловскую мужскую гимназию и поступил в Медико-хирургическую академию. В 1873 году был оставлен при академии на три года для подготовки к преподавательской деятельности; был направлен в заграничную командировку, по возвращении из которой защитил докторскую диссертацию: «К вопросу об участии протоплазматических элементов тканей при воспалении» («Военно-медицинский журнал». — 1875. — Ч. 123; отдельное изд.: СПб.: тип. Я. Трея, 1875. — 32, [2] с.) и в 1878 году был назначен прозектором анатомии при Николаевском военном госпитале и в качестве приват-доцента стал преподавать на кафедре патологической анатомии Военно-медицинской академии (бывшей медико-хирургической).
С 1892 года — врач при Свято-Троицкой общине сестёр милосердия.
Ему принадлежит ряд статей в медицинских журналах, в числе которых статьи: «О Мариинской системе в санитарном отношении» («Здоровье». — 1874 и 1875 гг., № 29 и 30) и «Опыт анализа данных о смертности в госпиталях» («Р. Мед.» — 1884. — № 17; отдельное изд: СПб., 1884). Сферой его научных интересов была инфекционная патология; ему принадлежит ряд капитальных исследований, посвящённых малярии: при исследовании неокрашенных срезов головного мозга человека, умершего от тропической малярии, в кровеносных сосудах серого вещества больших полушарий он обнаружил паразитов и высказал предположение об этиологии этого заболевания.
Умер в Санкт-Петербурге 16 (29) декабря 1903 года. Похоронен на Никольском кладбище Александро-Невской лавры.